# Афірова структура

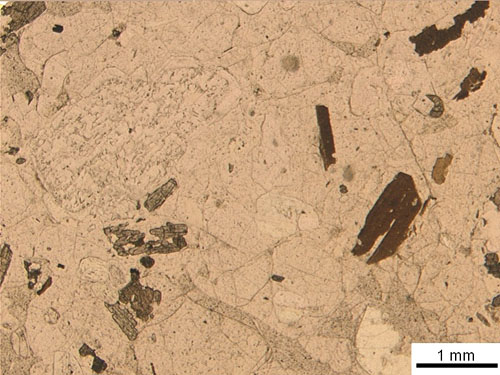
Мікрофотографія латиту афірово-порфірової структури. Поляризоване світло.

Афірова структура (рос. афировая структура, англ. aphyric texture, нім. aphyrische Struktur) — дрібнокристалічна структура ефузивних гірських порід, які не мають вкраплеників (фенокристалів). Протилежне — порфірова структура.
Приклад - структура латиту: афірово-порфірова або порфірово-афірова.